# Willy Merté

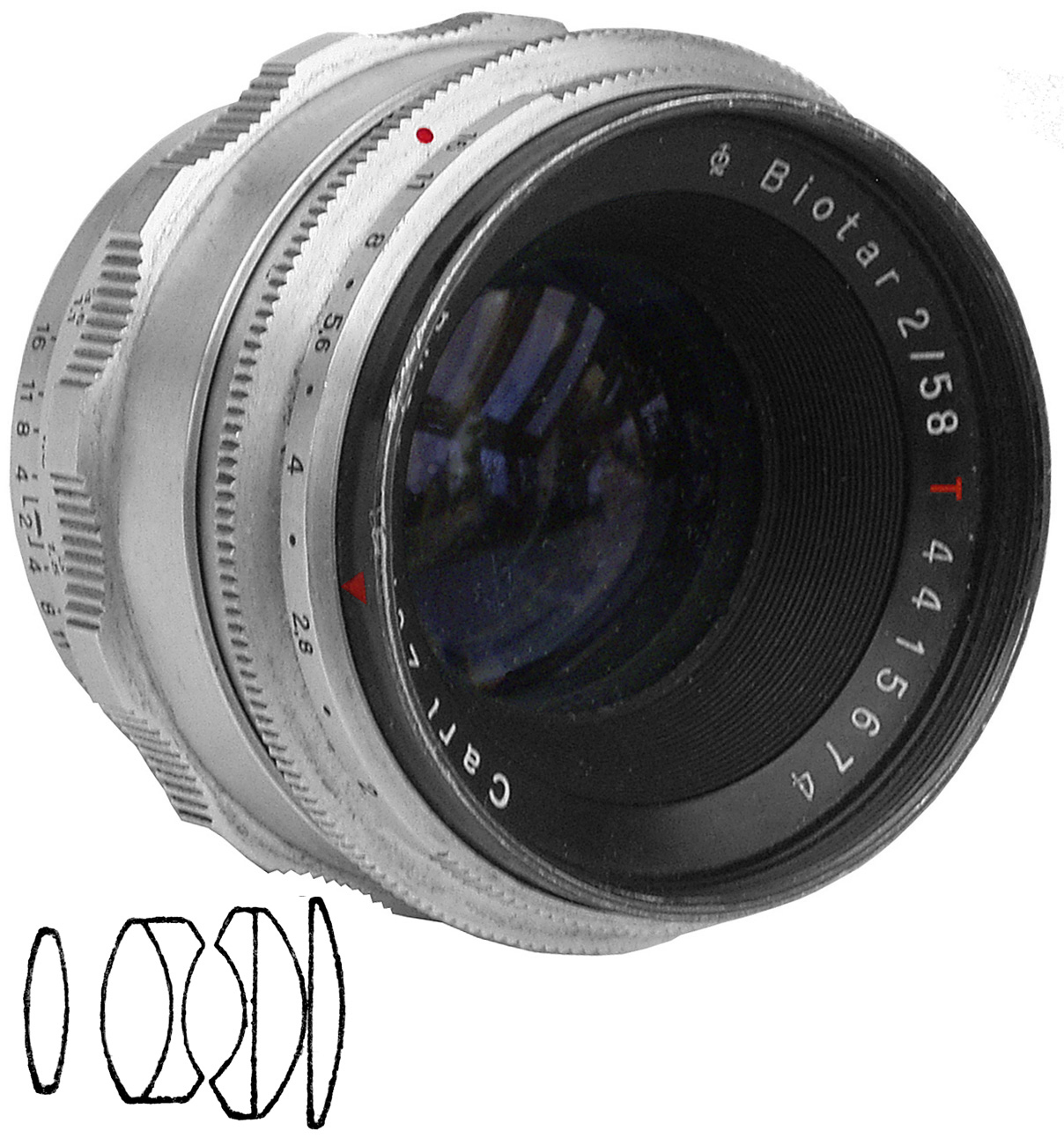
Biotar 1:2/58 mm für Kleinbildkameras

Tessar 2,8/50 für Kleinbild-Spiegelreflexkameras, Carl Zeiss, Jena, ca. 1976

Willy Walter Merté (* 9. Januar 1889 in Dresden; † 16. Mai 1948 in Dayton, Ohio, USA) war ein deutscher Optikkonstrukteur im Dienst von Carl Zeiss. Eine Reihe bekannter Zeiss-Objektive wurde federführend von ihm entwickelt.
Mertés Familie stammt väterlicherseits aus einer französischen, in Offenbach ansässigen Bürgerfamilie. Nach einer Jugend in Weimar studierte er Physik und Mathematik in München und Jena, unter anderem bei Wilhelm Conrad Röntgen und Max Wien. 1912 wurde er promoviert („Über Kurven sphärischer Krümmung“) und legte im folgenden Jahr sein Lehramts-Staatsexamen ab. Im Jahre 1913 trat Merté in die Firma Carl Zeiss, Jena, ein. Im Ersten Weltkriegs wurde er verwundet.
Bei Zeiss entwickelte er mit
- Biotessar (1925, mit Ernst Wandersleb),[7]
- Orthomethar (1926),[8]
- Biotar (1927)[9] und R-Biotar (1932),[10]
- Sphaerogon

eine Reihe für Zeiss patentierter Objektive. Nachdem Ernst Wandersleb die Lichtstärke des Tessars von 1:6,3 auf 1:4,5 angehoben hatte (1907), konnte Merté die Lichtstärke auf 1:2,8 bringen (1931).
Merté war auch als Lehrbuchautor aktiv. So gab er 1930 zusammen mit O. von Gruber und K. Gundlach, einen „Ferienkurs in Photogrammetrie“ heraus. Im Jahre 1945 erschien „Das photographische Objektiv seit dem Jahre 1929“ bei Springer.
1945 ging er mit vielen Werksangehörigen unter dem Schutz der Amerikaner von Jena nach Oberkochen, um dort die westdeutsche Teilfirma von Zeiss mit aufzubauen. 1947 ging er auf Angebot des Instituts für Optik der Boston University in die USA. Er verstarb im folgenden Jahr nach kurzer Krankheit in Dayton, Ohio.